# Federico Roman
Federico Euro Roman (Trieste, 29 de julio de 1952) es un jinete italiano que compitió en la modalidad de concurso completo. Participó en tres Juegos Olímpicos de Verano entre los años 1976 y 1992, obteniendo dos medallas en Moscú 1980, oro en la prueba individual y plata por equipos.

## Palmarés internacional
| Juegos Olímpicos | Juegos Olímpicos | Juegos Olímpicos | Juegos Olímpicos |
| Año              | Lugar            | Medalla          | Categoría        |
| ---------------- | ---------------- | ---------------- | ---------------- |
| 1980             | Moscú (URSS)     | Medalla de oro   | Individual       |
| 1980             | Moscú (URSS)     | Medalla de plata | Por equipos      |